# Jan Junius van Leefdale
Jan Junius van Leefdale, bijgenaamd de Jonge, was in het jaar 1579-1580 borgemeester van Antwerpen, samen met zijn broer Rutgeert van Leefdale. In deze periode was de Spaanse Furie nog niet lang geleden, en in 1577 kwam de stad Antwerpen in handen van Willem van Oranje en aldus onder calvinistisch bestuur, ook bekend als de Antwerpse Republiek. Jan Julius en zijn broer waren exponenten van dit bestuur.
In 1579 begon Alexander Farnese met de herovering voor Spanje van de Zuidelijke Nederlanden. Een verharding van de tegenstellingen diende zich aan. In 1579 werd Fort Lillo gebouwd en in 1580 werden de kerkelijke goederen geconfisqueerd. Willem van Oranje werd vogelvrij verklaard en die gaf op zijn beurt het Plakkaat van Verlatinghe in 1581 uit.
Met de Val van Antwerpen in 1585 kwam een einde aan het calvinistische bewind te Antwerpen doordat Farnese deze stad veroverde.
In 1581 was Jan Junius van Leefdale aanvoerder van de Staatse troepen die Eindhoven veroverden.